# Энгельс, Штефан
Штефан Энгельс (нем. Stefan Engels, родился 6 сентября 1960 в Нидеркасселе) — немецкий футболист и футбольный тренер, полузащитник.

## Карьера

### Клубная
Воспитанник школы «Кёльна». Дебютировал в сезоне 1978/1979, выступал в команде до 1989 года. Высшим достижением является победа в Кубке Германии в 1983 году; также он дважды становился серебряным призёром чемпионата Германии и дошёл до финала Кубка УЕФА в 1986 году, который выиграл «Реал Мадрид». В сезоне 1989/1990 года перешёл в кёльнскую «Фортуну» из Второй Бундеслиги, но из-за травмы завершил карьеру.

### В сборной
В сборной провёл 8 игр, стал серебряным призёром чемпионата мира 1982 года. Выступал на Олимпиаде 1984 года в Лос-Анджелесе, провёл одну игру за сборную там.

### Тренерская
С 1992 по 1999 годы возглавлял молодёжный состав «Кёльна». В сезоне 1995/1996 принял главную команду, но после 25-го тура чемпионата Германии был уволен из-за неудовлетворительных результатов (преемником стал Питер Нойрурер). С 1999 по 2001 годы руководил клубом «Вупперталь», в сезоне 2004/2005 возглавлял команду «Виктория» из Кёльна. Занимал должность координатора по делам молодёжи.

## Титулы
- Вице-чемпион ФРГ: 1982, 1989
- Победитель Кубка ФРГ: 1983
- Финалист Кубка ФРГ: 1980
- Вице-чемпион мира: 1982
- Финалист Кубка УЕФА: 1986